# Jacques Momha
Jacques Momha, né le 7 août 1982 à Édéa, est un footballeur camerounais.

## Biographie
Momha a commencé sa carrière professionnelle en France à l'âge de 18 ans au RC Strasbourg. Après un passage au Stade lavallois pour la saison 2005-2006, il est transféré au Vitória de Guimarães en juillet 2006. Momha quitte Vitória vers la mi-janvier 2009 pour rejoindre le Gençlerbirliği SK puis Manisaspor en janvier 2010, club qu'il quitte à l'été 2011.
En 2012, il revient à Strasbourg.
Jacques Momha est international espoirs et A camerounais.